# Nikka Costa
Nikka Costa, nombre artístico de Doménica Costa (Tokio, 4 de junio de 1972), es una cantante estadounidense cuya música combina elementos del pop, soul, funk, blues, rock progresivo, electropop y synthpop además de otros géneros. Es hija del famoso compositor, director de orquesta y productor musical Don Costa, y de Terry Ray Costa compositora de letras. Nació durante un viaje de sus padres en Japón, pero su nacionalidad es estadounidense. También es actriz de cine y sirena profesional.

## Historia
Nacida en Tokio, Japón, a la edad de 1 año aprendió a nadar – de echo, en Japón o en California, se empieza muy pequeños –, a los 5 años grabó su primero sencillo con el cantante hawaiano Don Ho y, a los 9, cantó con Frank Sinatra en una aparición en el césped de la Casa Blanca.
Su carrera como cantante comenzó en 1981, siempre a los 9 años, con el apoyo de sus padres. A pesar de que es poco conocida en Norteamérica, ha tenido mucho éxito en otros continentes y países, especialmente en Australia y Alemania. Grabó varios álbumes que se convirtieron en Disco de Platino por sus ventas, con canciones como las baladas Out Here on My Own y Part of Your World (tomadas: la primera de Fame, la segunda de la película animada de Walt Disney Pictures La sirenita) o su canción Everybody Got Their Something que salió en la banda sonora de la película Coach Carter. Frank Sinatra fue como un abuelo adicional para ella, pues era un viejo amigo de su padre, quien le produjo algunos de sus éxitos, como el álbum My Way que incluía la famosa canción del mismo título [cita requerida]. En 1982, se presentó en el Festival Internacional de Viña del Mar.

## Curiosidad

### Carrera deportiva y otras pasiones
Además de la música, sus pasiones son la natación – tanto en la piscina como en el mar –, la carrera a pie, la gimnasia artística, el ballet clásico, la actuación, la pizza, los helados de frutas, los dibujos animados de Disney, los disfraces de sirena (tanto los para las fiestas como los para nadar) y las muñecas.

### Vida privada
Está casada con el compositor y cantante Justin Stanley y, en septiembre de 2006, dio a luz a su primer hijo Suede, y en 2013 una niña llamada Sugar. De acuerdo al MySpace de Nikka, ella no está ya bajo la tutela de Virgin Records y se encuentra en decisión de comprar ella misma un sello discográfico.

## Discografía
- Nikka Costa (1981)[7]
- Fairy Tales (1983)
- Here I am... Yes, it's me / Loca Tentación (1989)
- Butterfly Rocket (1996)
- Everybody Got Their Something (2000)
- Can'tneverdidnothin' (2004)
- Pebble to a Pearl (2008)
- Pro Whoa!(2010)
- Nikka & Strings, Underneath and in Between (2017)

Y demás sencillos no incluidos en álbumes.

## Premios y nominaciones

### Premios ARIA
Los Premios ARIA de la música son una ceremonia anual de premios que reconoce la excelencia, la innovación y los logros en todos los géneros de la música australiana. Comenzaron en 1987.
| Año  | Nominado / Trabajo    | Premio                                       | Resultado |
| ---- | --------------------- | -------------------------------------------- | --------- |
| 1996 | "Master Blaster"      | Premio ARIA al Artista Revelación - Sencillo | Nominada  |
| 1997 | "Get Off My Sunshine" | Premio ARIA a la Mejor Artista Femenina      | Nominada  |